# Великофедорівка
Великофе́дорівка — село в Україні, у Казанківській селищній громаді Баштанського району Миколаївської області. Населення становить 38 осіб.

## Історія
Перша назва — Федорівка. Церковний прихід — Петропавлівська церква.
Станом на 1886 рік у селі, центрі Федорівської волості Олександрійського повіту Херсонської губернії, мешкало 205 осіб, налічувалось 35 дворових господарств, існували православна церква, церковно-приходська школа, відкрита у 1862 році та поштова станція.

## Відомі люди
В селі народився Гришко Григорій Єлисейович — український радянський державний і партійний діяч.